# Manilaid
Manilaid ou Manija saar est une île dans le golfe de Riga  appartenant à l'Estonie.

## Géographie
Manilaid est située entre Kihnuet la péninsule de Tõstamaa. Avec les ilots voisins de Sorgu et d'Annilaid, Manilaid forme le village de Manija qui appartient administrativement à la Commune de Tõstamaa dans le Comté de Pärnu.
L'île est inhabitée jusqu'en 1933 quand une centaine d'habitants de Kihnu viennent s'installer à Manilaid. Ils seront jusqu'à 150 habitants. Pendant la période soviétique la population décroit et au 1er janvier 2011, Manilaid a 47 habitants.
Manilaid est l'une des plus petites îles habitées d’Europe, mais elle est cependant par sa superficie la deuxième ile du Comté de Pärnu après Kihnu. Sa largeur maximale est de 500 mètres et son point culminant et à 5,2 mètres d'altitude. L'altitude faible de Manilaid fait qu'elle peut lors des tempêtes être coupée en 3 îles.
L'île est couverte de prairies et de roselières mais pas à proprement parler de forêts. Une route traverse l’île Au centre de l'ile se trouve Kokkõkivi, le plus important bloc erratique de Pärnumaa avec 3,4 mètres de heuteur et 20 mètres cubes de volume.
Manilaid est accessible par traversier à partir de port de Munalaiu. L'hiver la Golfe de Riga est gelé et l’île est accessible par un pont de glace.

## Histoire

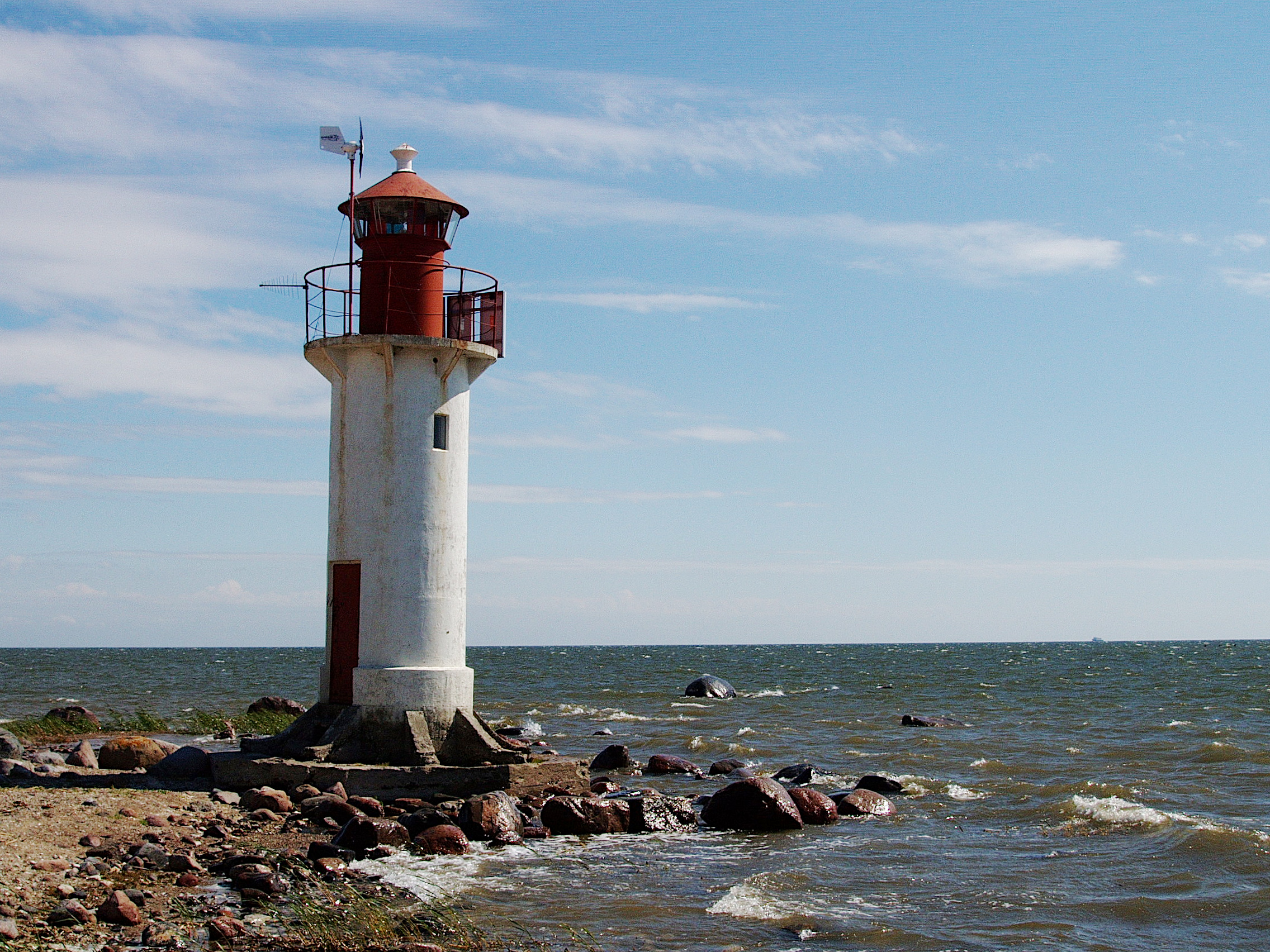
La phare construit en 1933.

L'île est évoquée dans des écrits datant de 1560. On y cultive le foin pour le Manoir de Poosti et les pêcheurs de Kihnu s'y arrêtent. L'île est inhabitée jusqu'en 1933 quand une centaine d'habitants de Kihnu viennent s'installer à Manilaid quand l'espace vient à manquer à Kihnu avec une autorisation spéciale de l'état estonien. La même année un phare de 8 mètres de hauteur est construit sur Manilaid.
Ils seront jusqu'à 150 habitants. Pendant la période soviétique la population décroit et au 1er janvier 2011, Manilaid a 47 habitants.
En janvier 2005 Manilaid a subi une très forte tempête et l'eau a recouvert presque entièrement l'île. Les dégâts ont depuis été réparés.

## Faune et flore
Depuis 1991 l'île est classée Réserve naturelle. On y a répertorié 338 espèces de plantes dont 12 protégées. 81 espèces aviaires y nidifient
On trouve à Manilaid une espère rare de crapaud. Parmi les mammifères qui peuplent l’île on trouve le Chien viverrin, le vison et le lièvre, plus rarement on a rencontré sur l’île des élans et des sangliers.

## Galerie

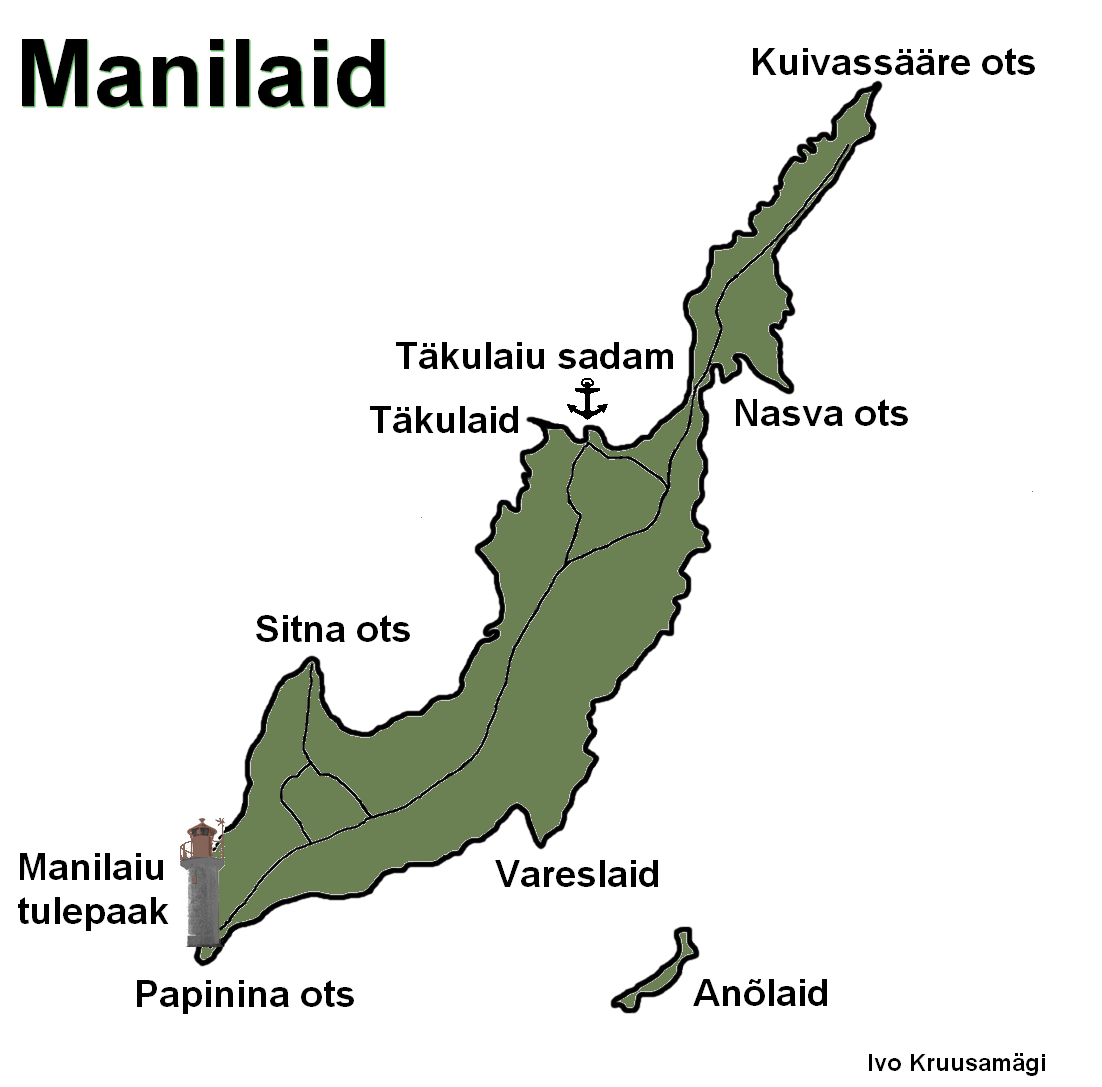
Carte de Manilaid.
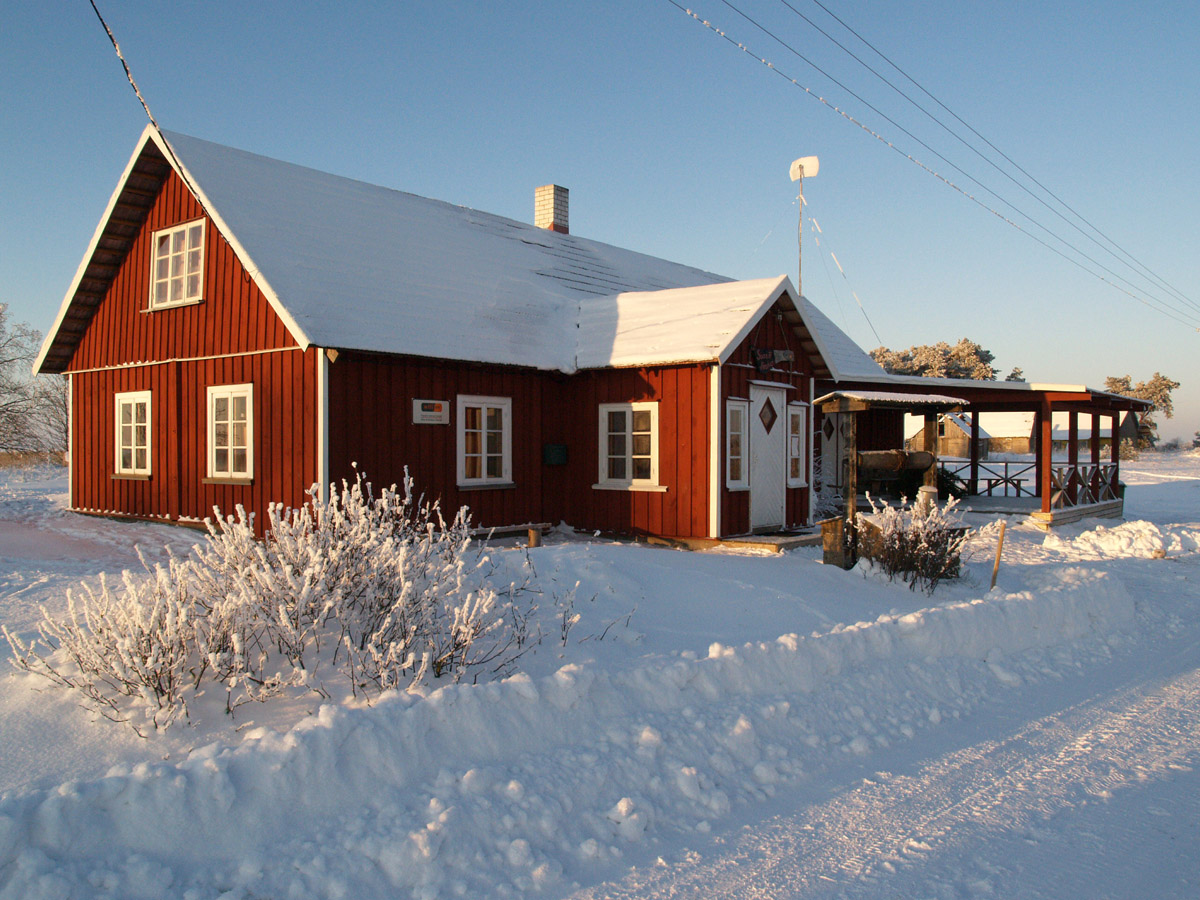
Centre du village de Manija.
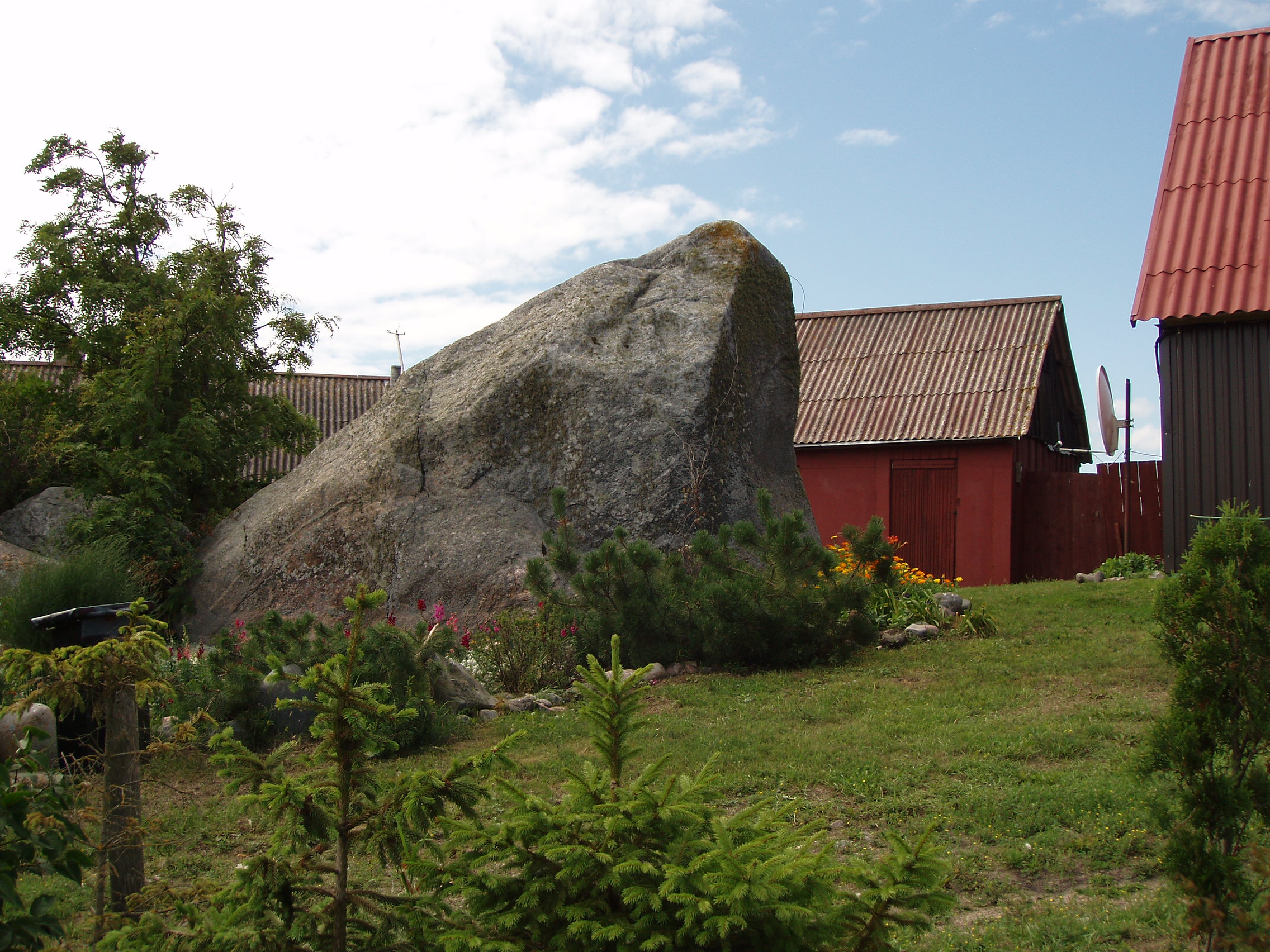
Kokkõkivi, le plus gros bloc erratique du Comté de Pärnu.